# Полночь в Пекине

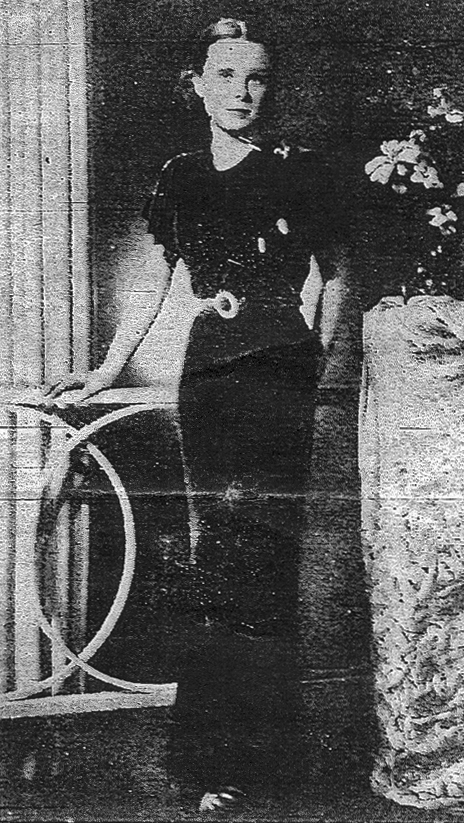
Студийная фотография Памелы Вернер, сделанная в 1936 году, за месяц до её смерти.

Полночь в Пекине (англ. Midnight in Peking) — детектив на основе реальных событий, написанный Полом Френчем об убийстве Памелы Вернер. Впервые он был опубликован Penguin Australia совместно с Penguin China в 2011 году и с тех пор издаётся Penguin Books в Великобритании и Penguin Group USA. Он появился в международных списках бестселлеров, включая список бестселлеров New York Times и список бестселлеров South China Morning Post. Кроме того, книга была адаптирована для радио BBC Radio 4.

## Сюжет
Жертвой стала Памела Вернер, 19-летняя дочь бывшего британского консула Э. Т. К. Вернера и академического резидента в Пекине. Её убийство и увечья, когда она ехала домой после вечера катания на коньках, остаются нераскрытыми. Сообщество экспатриантов в Пекине было шокировано преступлением, которое без конкретных доказательств приписывалось то японскому тайному обществу, то американской организованной секс-группе. Англичанин, проживающий в Китае, утверждал, что японские военные проинформировали его о том, что смерть Вернер наступила в отместку за убийство японского солдата британскими солдатами в пьяной драке. Хотя источник был известным эксцентриком, британские дипломаты временно приняли эту версию, не развивая этот вопрос.

## Экранизация
У Kudos Film and Television есть планы по экранизации «Полночи в Пекине» в виде мини-сериала. Исполнительный продюсер телеадаптации — Олли Мэдден.

## Награды
- 2013 Премия Эдгара Аллана По за лучшее произведение о реальном преступлении
- 2013 Премия «Кинжал» Ассоциации писателей-криминалистов за нон-фикшн
- 2013 Премия Макавити[англ.] Mystery Readers International[англ.] за лучший мистический документальный фильм (номинация)[5]
- 2012 Australian Book Industry Awards[англ.] — Международный успех года, 2012[6]